# Chiesa di San Gaetano (Bitonto)
La chiesa di San Gaetano fu eretta nel 1609 a Bitonto sull'antico palazzo dell'Universitas, in piazza Cavour. L'opera, commissionata dai Teatini, originariamente denominata San Niccolò ai Teatini, e realizzata secondo il progetto architettonico di Dionisio Volpone di Parabita, si presenta in stile barocco. La struttura fu consacrata solo nel 1730 ad opera del vescovo Luca Antonio della Gatta.

## Esterno
La severa facciata in bugnato è preannunciata da un'ampia scalinata e divisa in due ordini da una cornice marcapiano e sormontata da un grande timpano. Il primo dei due, più ampio, presenta il portale, sormontato da un timpano spezzato da una piccola nicchia. Nel secondo piano si erge un grande finestrone centrale sormontato da un timpano e decorato con una lineare balaustra posta a livello della cornice marcapiano che non ne va ad alterare la funzione ma anzi la arricchisce. La facciata del primo piano è divisa da sei lesene, di cui le quattro centrali continuano nel second'ordine dell'edificio. Alcune nicchie prive di decorazione scultorea attestano l'incompiutezza dell'edificio. Più in alto si nota lo stemma dei Teatini.

## Interno
La chiesa è composta da un'unica navata terminante in tre absidi tra cui quello centrale, più grande. L'aula interna è delineata da quattro arcate per lato in cui si aprono altrettante cappelle. Notevole è la prima cappella sulla destra, già di patronato della famiglia Sylos-Sersale, dove spicca un altare barocco riccamente decorato realizzato nel 1696 in pietra leccese. Al centro del prezioso altare vi è una tela raffigurante la nascita della Vergine di incerta attribuzione (Nicola Gliri oppure Andrea Miglionico).
Sulla controfacciata e sulle alte pareti della navata sono affrescati molti Santi fra cui san Patrizio e san Gregorio. Sul soffitto ligneo, dipinto dal pittore bitontino Carlo Rosa, sono illustrate alcune scene della vita di san Nicola di Bari, San Gaetano e sant'Andrea Avellino.
La navata è illuminata dal finestrone centrale della controfacciata e da otto finestre, quattro per lato. Sulle pareti del lato destro ove si affacciano le quattro finestre vi sono affreschi raffiguranti: san Giovanni Crisostomo, san Girolamo, san Martino, sant'Arsenio, san Cipriano, san Crescenzio, san Mariano, san Luca. Negli spazi tra l'arco trionfale, sopra lo stemma dei Teatini, e il soffitto sono affrescate le figure di san Paolo e san Pietro mentre sulle pareti sinistre sono affrescati alla stessa maniera delle pareti destre: san Giacomo apostolo, san Policarpo, sant'Ignazio, sant'Urbano, san Silvestro, san Basilio, sant'Ambrogio e sant'Agostino.